# Negative Space (2017)
Negative Space ist ein französischer animierter Stop-Motion-Zeichentrickfilm.

## Entstehungsgeschichte
Der Kurzfilm entstand unter der Regie von Ru Kuwahata und Max Porter nach dem Drehbuch von Porter, welches auf einem gleichnamigen Gedicht von Ron Koertge basiert.
Der Film wurde am 13. Juni 2017 veröffentlicht. Er wurde 2018 als bester animierter Kurzfilm für den Oscar nominiert.

## Handlung
Der Film zeigt einen nostalgischen Vater, der als Handelsreisender unterwegs war. Der Film beleuchtet neben der Darstellung der Kunst des effizienten Packens das schwierige Verhältnis zu seinem Sohn, der während seiner Reisen immer zu Hause zurückblieb.

## Auszeichnungen
Oscarverleihung 2018
- Nominierung als bester animierter Kurzfilm[2]